# Пожежа на фабриці «Траянгл»

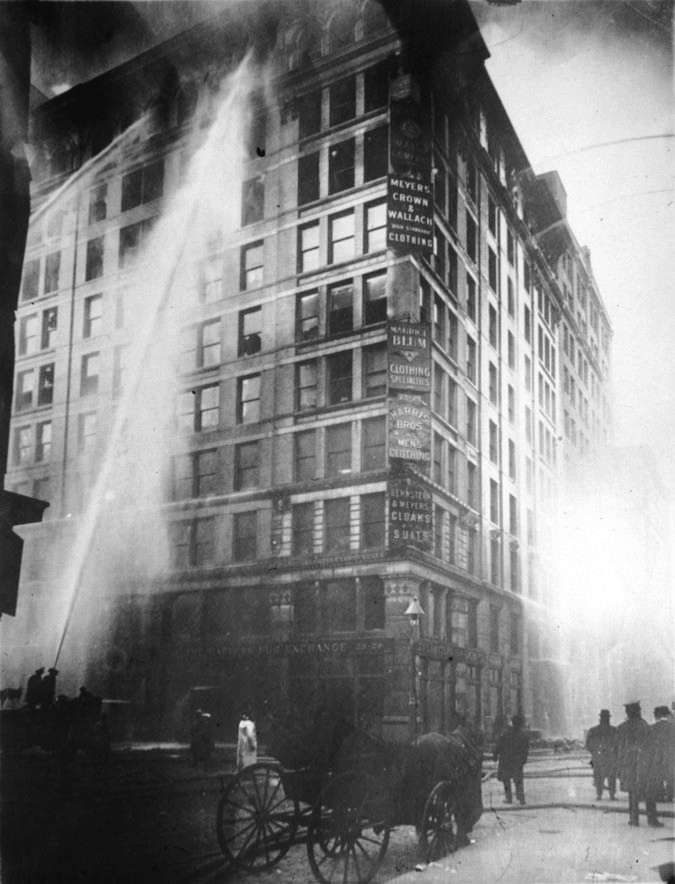

Пожежа на фабриці «Траянгл» сталася в Нью-Йорку 25 березня 1911 року. Ця подія виявилась найбільшою промисловою катастрофою в історії міста Нью-Йорка і посідала четверте місце за кількістю жертв на виробництві в історії США. Крім того, це була друга промислова катастрофа у Нью-Йорку за кількістю жертв — після пожежі на General Slocum 15 червня 1904 року, і до подій 11 вересня 2001 року, коли відбулося руйнування Всесвітнього торгового центру. Пожежа призвела до загибелі 146 швачок від вогню, отруєння чадним газом або падіння з даху. Більшість жертв були єврейськими та німецькими іммігрантками віком від 16 до 23 років; найстаршій жертві було 48, наймолодшими були дві 14-річні дівчинки. Оскільки менеджер замкнув двері на сходових клітках, багато з робітниць, які не могли уникнути пожежі, стрибали з восьмого, дев'ятого і десятого поверхів. Пожежа призвела до правок у законодавстві, підвищення стандартів безпеки і послугувала поштовхом до утворення міжнародної жіночої профспілки працівників, яка боролася за поліпшення умов праці.
Завод був розташований в будівлі Аш, у Вашингтоні, тепер відомій як будівля Браун. Наразі ця будівля є національною історичною пам'яткою.

## Пожежа

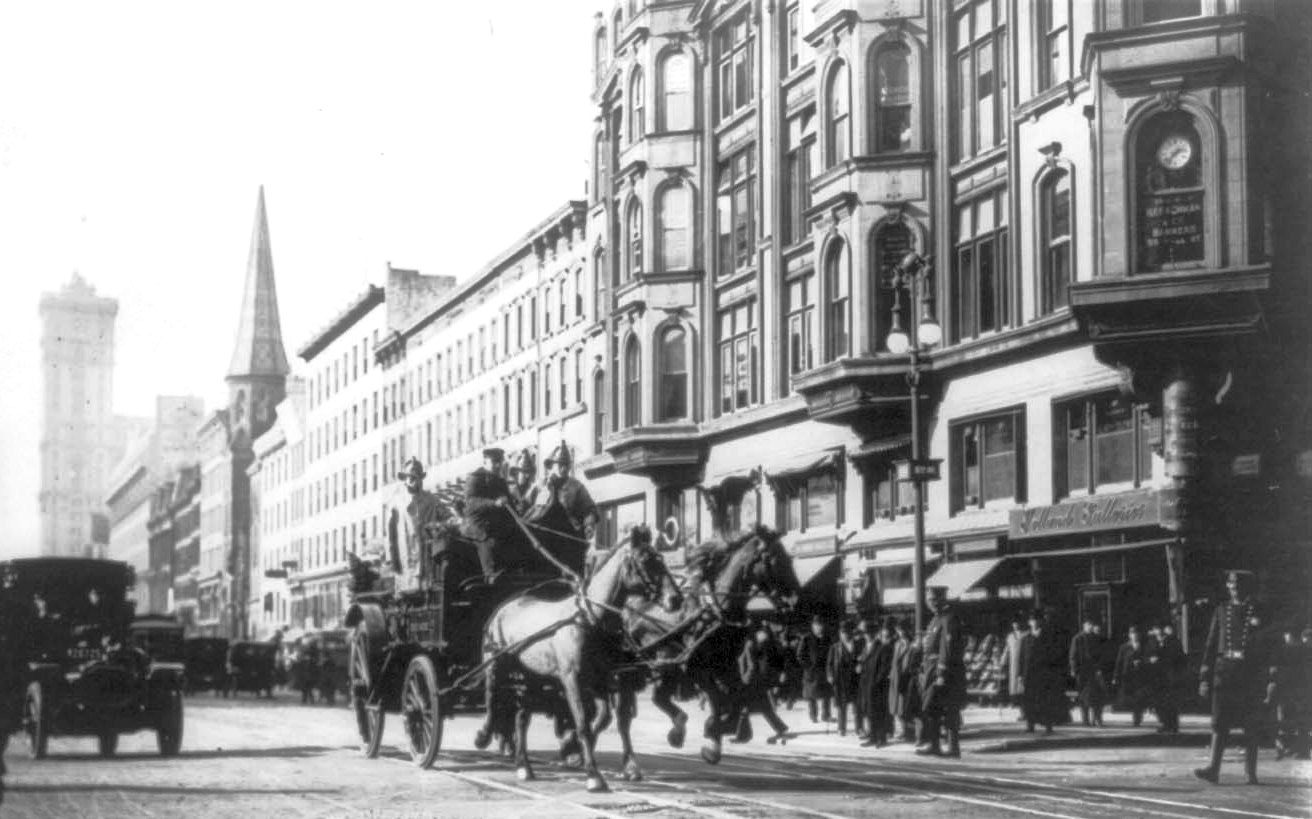
Пожежний екіпаж поспішає до палаючого заводу

The Triangle Waist Company — завод займав восьмий, дев'ятий і десятий поверх 10-поверхової будівлі Аш на північно-західному розі Грін-стріт. Власниками були Макс Бланк та Ісаак Харріс, завод випускав жіночі блузки. На заводі працювало близько 500 робітників, переважно молодих іммігранток, які працювали дев'ять годин на день у будні дні та сім годин по суботах.
Під кінець робочого дня, 25 березня 1911 року, вогонь спалахнув приблизно о 16:40 в сміттєвому баку під одним зі столів для порізки тканини в північно-східному куті восьмого поверху будівлі. Перший сигнал про пожежу надіслав о 16:45 перехожий, який побачив дим, що йде з восьмого поверху. Обидва власники заводу були там разом зі своїми дітьми. Пожежники прийшли до висновку, що можливою причиною пожежі був непогашений сірник або недопалок, який запалив накопичений мотлох на момент пожежі. Хоча куріння було заборонено на заводі, проте працівники потайки курили, випускаючи дим через свої лацкани, щоб уникнути виявлення. Нью-Йорк таймс у своїй статті припустив, що пожежа, можливо, була спричинена двигунами працюючих швейних машин. Ніхто не припускав підпал.
Бухгалтер на восьмому поверху змогла попередити співробітників на десятому поверсі телефоном, але звукова сигналізація була відсутня.
Протягом трьох хвилин сходи стали непридатними для використання в обох напрямках. Налякані працівники юрмилися на єдиній зовнішній пожежній драбині, яку міські чиновники дозволили встановити замість необхідних третіх сходів — погано закріплена залізна конструкція, яка, можливо, була порушена до пожежі. Незабаром конструкція погнулася і звалилася від жару і перевантаження, що призвело до падіння 20 осіб з висоти 30 метрів на бетонну дорогу. Ліфтові оператори Джозеф Зіто і Гаспар Мортіалло врятували багато життів, подорожуючи три рази до дев'ятого поверху за пасажирами, але Мортіалло був змушений відмовитися, коли направляючі ліфта почали гнутися від жару. Деякі жертви розкрили двері ліфта і стрибали у порожню шахту, намагаючись проковзати по тросах або приземлитися на дах ліфта. Стрибки людей на кабіну і вага їхніх тіл викривили кабіну ліфта і зробили неможливою для Зіто ще одну спробу.
Великий натовп перехожих зібрався на вулиці, спостерігаючи 62 смертельні стрибки та падіння з палаючої будівлі.
Решта чекали, аж поки дим і вогонь вбив їх. Пожежники прибули швидко, але не змогли зупинити вогонь, оскільки не було доступних драбин, які могли дістати до шостого поверху. Падіння і стрибки жертв також заважали пожежникам піднятися до будівлі.

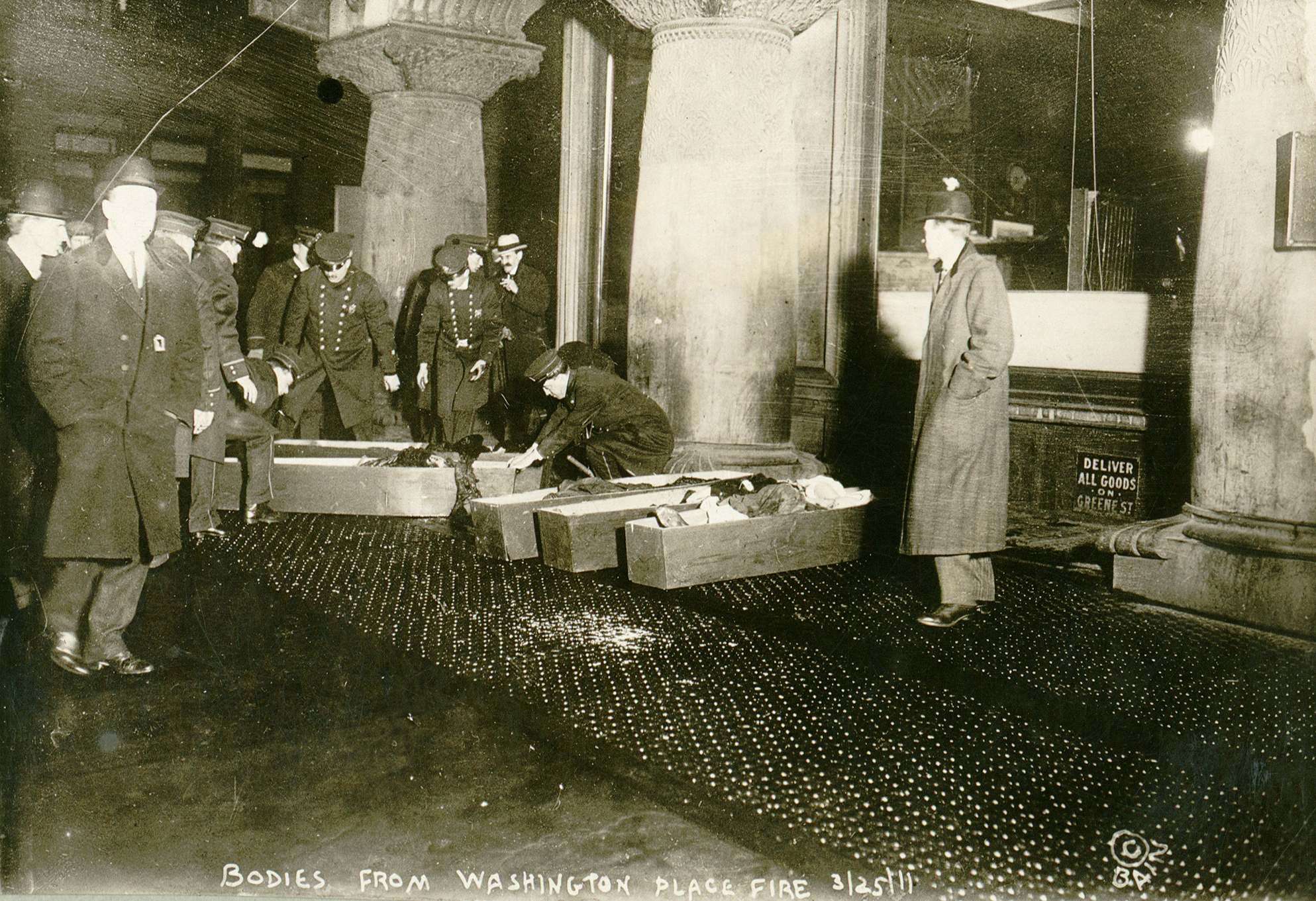
Органи жертв поміщаються в труни на тротуарі

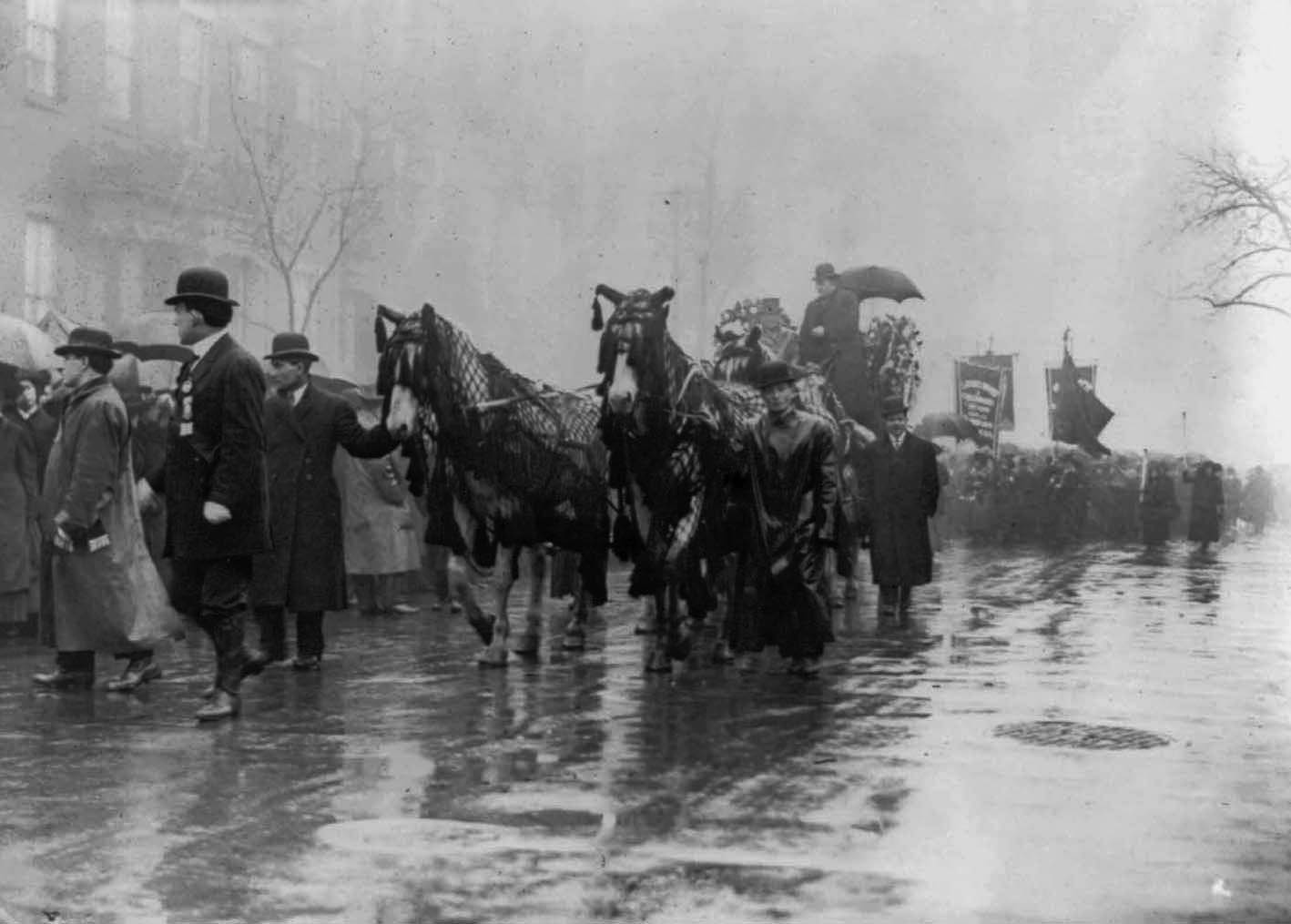
Люди і коні, задрапіровані в чорному, під час ходи в процесії у пам'ять жертв

## Наслідки пожежі
Хоча попередні підрахунки стверджували про від 141 до 148 загиблих, майже всі сучасні джерела погоджуються, що загалом 146 людей загинули в результаті пожежі; 129 жінок і 17 чоловіків Шість жертв залишилось невідомим до 2011 року. Більшість жертв померли від опіків, удушення димом, травм від падіння, або комбінації з трьох.
Перший стрибок зробив чоловік, і ще одного чоловіка бачили, коли він цілував молоду жінку біля вікна, перш ніж вони обоє стрибнули та розбилися на смерть.
22 жертви пожежі були поховані Єврейською асоціацією вільного поховання в спеціальній секції кладовища Маунт-Річмонд. У деяких випадках їхні надгробки мають зображення вогню. Шість жертв, які залишилися невідомими, були поховані разом на кладовищі «Евергрінс» у Брукліні. Спочатку були поховані в іншому місці цього кладовища, їхні останки лежать зараз під пам'ятником трагедії. Це велика мармурова плита, на якій зображено жінку на колінах. Шість невідомих жертв були остаточно ідентифіковані в лютому 2011 року і на їхню пам'ять були поставлені меморіали.

## Розслідування

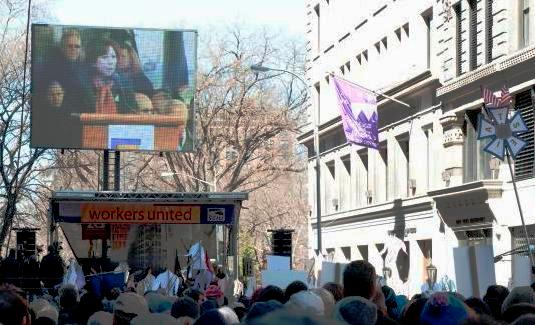
Гільда Соліс, міністр праці США, на великому екрані ліворуч. Сама будівля розташована праворуч

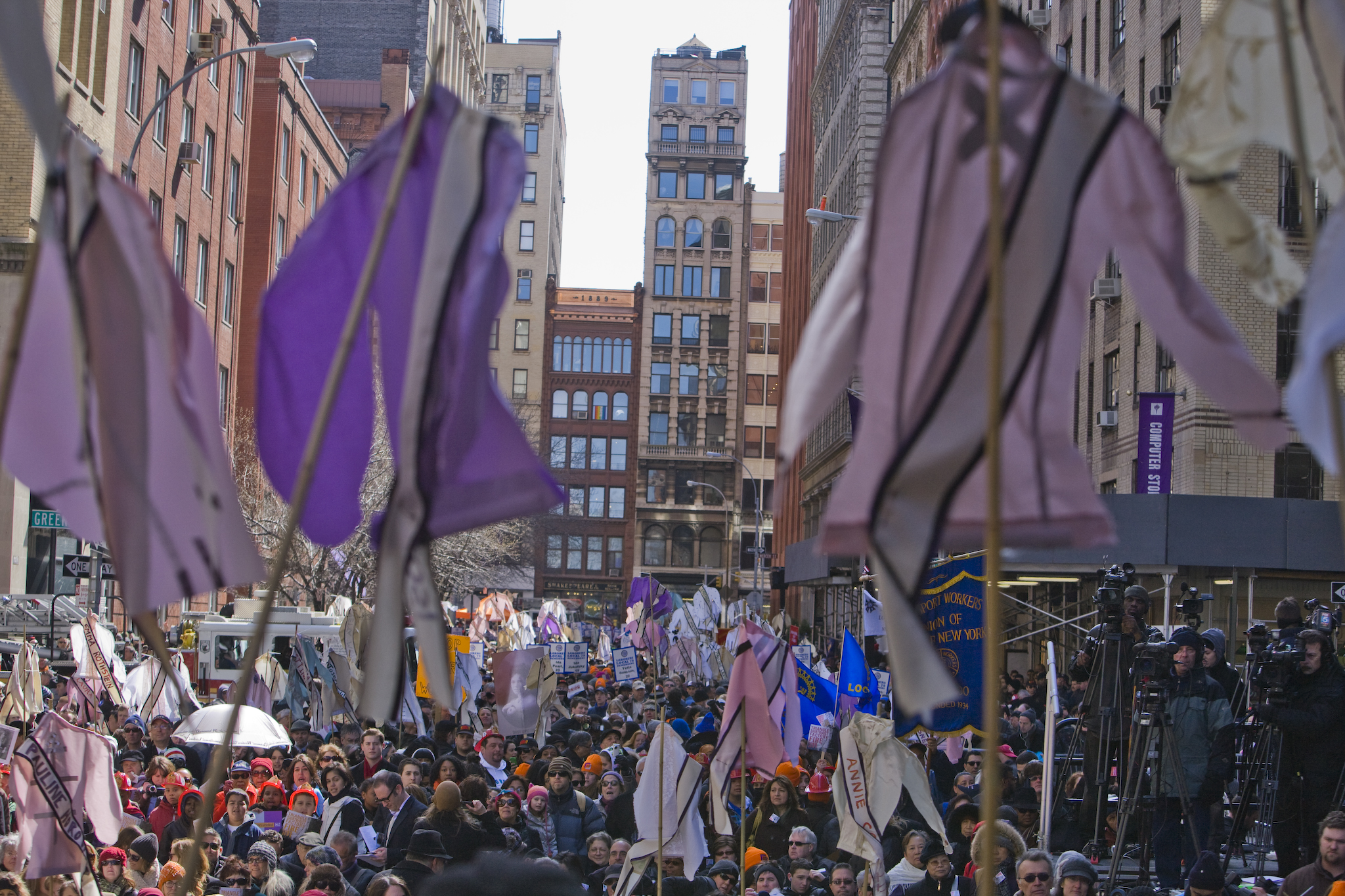
Вшанування зібрало тисячі людей, багато тримають над головою блузки з довгими рукавами з іменами загиблих, слухаючи промовців

Власникам компанії, Максу Бланку (Max Blanck) та Ісааку Гаррісу (Isaac Harris), які врятувались, бо встигли на початку пожежі піднятись на дах будівлі, в середині квітня були пред'явлені звинувачення у вбивстві першого та другого ступеня. Суд над ними розпочався 4 грудня 1911 року. Адвокату підсудних Максу Стойеру вдалося зруйнувати довіру до свідчень однієї з виживших, Кейт Альтерман, попросивши її повторити свої свідчення кілька разів, що вона і зробила, не змінюючи ключових фраз. Стойер стверджував перед присяжними, що Альтерман і, можливо, інші свідки запам'ятали їхні свідчення, і припустив, що навіть прокурори їм сказали, як свідчити. Сторона обвинувачення звинуватила власників у тому, що в момент трагедії двері пожежного виходу були зачинені. Слідство встановило, що замки передбачалося замикати в робочий час. Суд присяжних виправдав двох чоловіків, але вони програли подальший цивільний позов в 1913 році, в якому позивачі виграли компенсацію в розмірі 75 доларів за загиблого. Страхова компанія виплатила Бланку і Гаррісу приблизно на 60 000$ більше, ніж офіційні збитки, або приблизно по 400$ на постраждалого. У 1913 році Бланк був знову заарештований за блокування дверей на своїй фабриці в робочий час. Він був оштрафований на 20$, що було мінімально можливим штрафом.
Роуз Шнайдерман, відома соціалістична і профспілкова активістка, виступила з промовою на траурному засіданні, що відбулося в Метрополітен-опері 2 квітня 1911 року, перед аудиторією, яка переважно складалась з членів Жіночої профспілки. Вона використовувала пожежу як аргумент для заклику до фабричних робітників об'єднатись

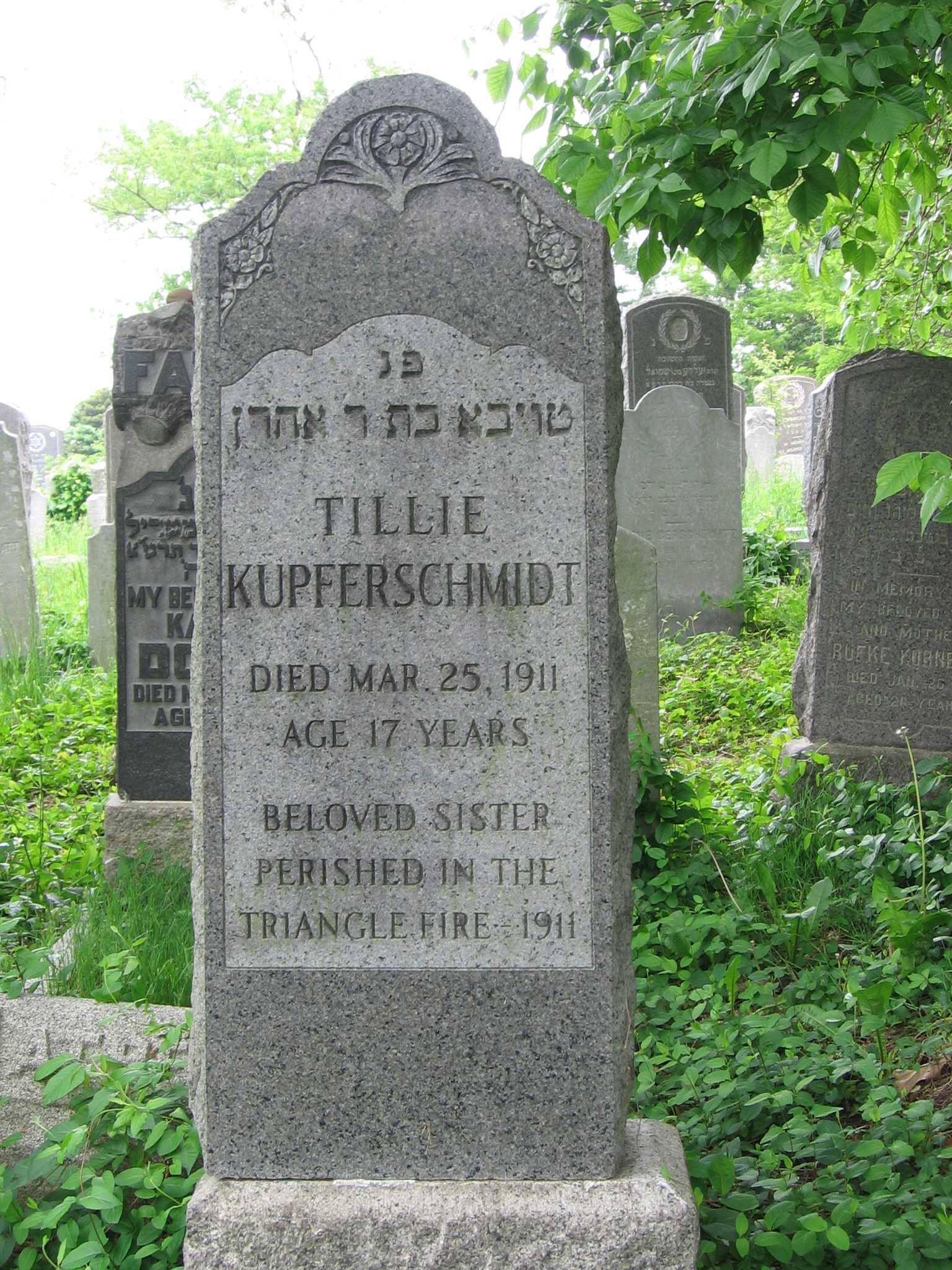
Надгробок Єврейської асоціації вільного поховання на могилі однієї з жертв вогню. Цвинтар Маунт-Річмонд

Інші співтовариства, зокрема ILGWU, вважали, що політична реформа може допомогти.
Потім Легіслатура штату Нью-Йорк створила слідчу комісію для «дослідження заводських умов у цьому та інших містах штату і пропонування заходів щодо виправлення положення законодавства, щоб запобігти небезпеці втрати життя серед робітників через пожежі, антисанітарні умови, нещасні випадки та професійні захворювання». Керівник пожежників Нью-Йорка Джон Кенлон розповів слідчим, що його відомство виявило понад 200 фабрик, де були всі умови для такої самої пожежі Доповіді Державного комітету допомогли модернізувати державні закони про працю. Це зробило штат Нью-Йорк «одним з найпрогресивніших штатів у плані трудової реформи». В результаті пожежі, 14 жовтня 1911 року, в Нью-Йорку було засноване Американське товариство інженерів з техніки безпеки

## Столітня річниця
Коаліція збереження організацій, істориків, художників і робочих активістів, у тому числі Товариство охорони пам'яток історії Гринвіч-Вілледж, Готем-центр, Музей Нижнього Іст-Сайду, Bowery Poetry Club та інші, зібралися разом, щоб сформувати Коаліцію пам'яті пожежі «Траянгл»,, метою якої було відзначення сторіччя з дня пожежі, що відбулося 25 березня 2011 року.
Церемонії передував марш тисяч людей по Гринвіч-Вілледж. Дехто з учасників ходи тримав над головою жіночі блузки на палях, інші тримали пояси з іменами загиблих у вогні. Промовцями на меморіалі були мер Нью-Йорка Майкл Блумберг, виступ якого отримав неоднозначну реакцію публіки, міністр праці США Гільда Соліс та інші.

## У популярній культурі

### Фільми та телебачення
- З цими руками[en] (1950), режисер Джек Арнольд[en][25]
- Скандал із пожежею на фабриці «Трикутник»[en] (1979), режисер Мел Стюарт, продюсери Мел Бріз і Етель Бріз[26]
- Ті, хто знає не говори: Триваюча битва за здоров'я робітників (1990), виробництва Еббі Гінзберг, розказаний Коти Теркель[27]
- Життя століття: Три дива (2001) Прем'єра відбулася на PBS. Увага була зосереджена на житті 107-річної Роуз Фрідман (пом. 2002), яка була останньою людиною, яка пережила пожежу.
- Американський досвід: Вогонь трикутника (2011), документальний фільм режисера Джаміля Вігнота, озвучений Майклом Мерфі[28]
- Трикутник: Згадуючи вогонь (2011) Прем'єра на HBO 21 березня, за чотири дні до 100-річчя.

### Музика
- «My Little Shirtwaist Fire» (гурт Rasputina[en], альбом 1996 року Thanks for the Ether[en]).

### Театр
- В п'єсі Ейна Гордона[en] 2000 року Birdseed Bundles пожежа на фабриці є основним драматичним моментом історії.[29]
- Проект пожежі на фабриці «Трикутник» — п'єса, написаній Крістофером Пілером про пожежу та судовий процес після неї.
- Мюзикл «Ганчір'я» — книга Джозеф Штайн, вірші Стівен Шварц, і музика Чарльз Strouse — включає вогонь трикутної сорочки-талісмана у другому акті.